# Dreileben
Dreileben is een plaats en voormalige gemeente in de Duitse deelstaat Saksen-Anhalt, en maakt deel uit van de Landkreis Börde.
Dreileben telt 597 inwoners.